# Мурле језик
Мурле језик је језик из породице нило-сахарских језика, централносуданска грана. Њиме се служи око 60.000 становика у вилајетима Горњи Нил и Џонглеј, око Пибор Поста и реке Пибор у Јужном Судану и око 300 појединаца у источној Етиопији. Састоји се из неколико сличних дијалеката и користи латинично писмо. Има своју граматику и речник